# Drie-eenheidskathedraal (Zlatoest)
De Drie-eenheidskathedraal (Russisch: Троицкий собор) was een Russisch-orthodoxe kathedraal in de Russische stad Zlatoest. Het was de grootste en belangrijkste kerk van de voormalige provincie Oefa.

## Geschiedenis
De bouw van de kerk vond plaats in de jaren 1835-1842. Aan het interieur werd twee jaar gewerkt, de iconostase was een kunstwerk van de hand van A.K. Malachov, medewerker bij de Keizerlijke Academie voor de Schone Kunsten. Op 6 juni 1842 kon de kathedraal worden ingewijd door de bisschop van het bisdom Orenburg en Oefa. De vijfkoepelige kerk had twee kapellen, één werd gewijd aan de Verkondiging aan de Moeder Gods en één aan Alexander Nevski. Aan drie zijden werd de kerk omgeven door portalen met colonnades van zes zuilen van elk elf meter hoog. De hoogte van de kerk bedroeg 51,2 meter, de lengte 44,8 meter en de breedte 29 meter. In de jaren 1843-1848 werd een vijf verdiepingen tellende klokkentoren opgericht. Het gebouw werd ontworpen voor maximaal 3.000 gelovigen. De kathedraal werd in 1904 bezocht door Nicolaas II.  

## Sovjetperiode
Op 28 januari 1928 werd de kathedraal op last van de atheïstische overheid gesloten. Het gebouw werd overgedragen aan een regionaal museum. De klokkentoren moest het in 1932 ontgelden en op de plaats daarvan werd een monument voor Lenin opgericht. Eén jaar later, in de zomer van 1933, begon men ook met de ontmanteling van de kathedraal nadat het regionale museum verhuisde naar de voormalige directeurswoning van een mijn. In november van hetzelfde jaar was het hele kerkcomplex volledig verwoest.